# Улица Сактас
Улица Са́ктас (латыш. Saktas iela) — улица в Видземском предместье города Риги, в Пурвциемсе. Впервые упоминается в адресной книге за 1963 год под своим нынешним названием, которое никогда не изменялось. Название улицы происходит от национального латышского украшения — сакты.
Начинается от перекрёстка с улицей Калснавас, идёт в северо-восточном, далее восточном направлении и переходит во внутриквартальный проезд, ведущий к улице Варжу.
Общая длина улицы составляет 339 метров. Общественный транспорт по улице не курсирует.

## Прилегающие улицы
Улица Сактас пересекается со следующими улицами:
- Улица Калснавас
- Улица Весмас
- Улица Стайцелес